# Apeninski polotok
Apeninski polotok, včasih tudi Italijanski polotok (italijansko: Penisola italiana ali Penisola appenninica) je eden od največjih polotokov v Evropi in največji, ki leži v celoti v Sredozemlju ter se razteza vse od doline reke Pad (Padske nižine) proti jugu oz. jugovzhodu in je dolg okoli 1000 km. Zaradi oblike polotoka je  poznan tudi kot »Italijanski škorenj« (Lo Stivale). Večina polotoka zavzema Italija, le majhen delček pa dve žepni državici, San Marino in Vatikan. Včasih pa se pod polotok šteje tudi Malta kot del okoliške skupine otokov te kontinentalne površine. Apeninski polotok ima v južnem delu tri izrazitejše manjše polotoke, po velikosti si sledijo: Kalabrija (kot "špica/nart/stopalo") Salento (kot "peta") in Gargano (kot "ostroga" italijanskega škornja).  Kalabrija se na svojem koncu v Mesinski ožini skoraj dotika največjega otoka v Sredozemlju, Sicilije. 
Apeninski polotok meji na Ligursko in Tirensko morje na zahodu, Jonsko morje na jugu in Jadransko morje na vzhodu. Večina polotoka prekrivajo Apenini, okoli 1200 km dolga gorska veriga z najvišjim vrhom 2.912 m nad morjem in po katerih se polotok tudi imenuje. Severni del ali rob polotoka je pretežno nižinski. Podnebje na polotoku je večinoma mediteransko, samo severnejši, višje ležeči predeli imajo malo hladnejšo klimo.